# لي واي تونغ
لي واي تونغ (بالصينية: 李惠堂) (16 أكتوبر 1905 في الصين - 4 يوليو 1979 في الصين) هو مدرب كرة قدم ولاعب كرة قدم تايواني (وحمل سابقاً جنسية هونغ كونغ البريطانية وجمهورية الصين (1912–1949)) في مركز الهجوم، شارك في الألعاب الأولمبية الصيفية 1936. وشارك مع منتخب الصين لكرة القدم. أما مع النوادي، فقد لعب مع نادي جنوب الصين.

## وصلات خارجية
- لي واي تونغ على موقع أوليمبيديا (الإنجليزية)